# Индия на летних Олимпийских играх 1900
Индия впервые участвовала на летних Олимпийских играх 1900 и была представлена одним спортсменом в лёгкой атлетике. По итогам соревнований команда заняла 17-е место в общекомандном зачёте.

## Медалисты

### Серебро
| Серебро |                |                                          |
| №       | Спортсмены     | Вид спорта (дисциплина)                  |
| 1       | Норман Причард | Лёгкая атлетика (200 метров)             |
| 2       | Норман Причард | Лёгкая атлетика (200 метров с барьерами) |

## Результаты соревнований

### Лёгкая атлетика
| Соревнование           | Спортсмены     | Предварительный раунд | Предварительный раунд | Полуфинал  | Полуфинал | Дополнительный забег | Дополнительный забег | Финал      | Финал     |
| Соревнование           | Спортсмены     | Результат             | Место                 | Результат  | Место     | Результат            | Место                | Результат  | Место     |
| ---------------------- | -------------- | --------------------- | --------------------- | ---------- | --------- | -------------------- | -------------------- | ---------- | --------- |
| 60 метров              | Норман Причард | неизвестен            | 3                     |            |           |                      |                      | не прошёл  | не прошёл |
| 100 метров             | Норман Причард | 11,4 с                | 1                     | неизвестен | 3         | неизвестен           | 2                    | не прошёл  | не прошёл |
| 200 метров             | Норман Причард | неизвестен            | 2                     |            |           |                      |                      | неизвестен | 2         |
| 110 метров с барьерами | Норман Причард | 16,6 с                | 1                     |            |           |                      |                      | —          | DNF       |
| 200 метров с барьерами | Норман Причард | 26,8 с OR             | 1                     |            |           |                      |                      | неизвестен | 2         |